# Московска елегија
Московска елегија (рус. Московская элегия) јесте документарни филм из 1988. редитеља Александра Сокурова о касном делу животу и смрти совјетског и руског режисера Андреја Тарковског. Филм је првобитно био намењен обележавању 50. рођендана Тарковског 1982. године. Контроверзе са совјетским властима око стила и садржаја филма довеле су до значајних кашњења у продукцији.

## Продукција
Филм се углавном састоји од нарације Сокурова преко снимка из филмова Тарковског Огледало, Носталгија, Путовање у времену и Жртвовање, као и снимака Тарковског насталих током продукције Жртвовања. Неке снимке је доставио Крис Маркер. Сокуров је такође снимио кадрове разних кућа и станова у којима је Тарковски живео. Са изузетком неколицине архивских снимака, филм је у потпуности црно-бели. Сокуров и екипа су предвидели укупно 12 дана за целу продукцију.

## Пријем
Филм је први пут приказан у Биоскопу Дом у Москви 1987. на рођендан Тарковског. Многим руским филмским ствараоцима и глумцима (на пример, Александру Кајдоновском) није се допао.